# Sorocephalus crassifolius
Sorocephalus crassifolius är en tvåhjärtbladig växtart som beskrevs av Hutchinson.. Sorocephalus crassifolius ingår i släktet Sorocephalus och familjen Proteaceae. Inga underarter finns listade i Catalogue of Life.